# Hans Weinert
Carl Johannes (Hans) Weinert (Braunschweig, 14 april 1887 - Heidelberg, 7 maart 1967) was een Duitse antropoloog en directeur van het Antropologisch Instituut van de Universiteit van Kiel, die tijdens de periode van het nationaalsocialisme onderzoek deed ten behoeve van de nationaalsocialistische rassenhygiëne; dit onderzoek zou achteraf omstreden raken. Hij schreef vele boeken omtrent de toenmalige opvattingen over de afstamming van de mens en de oorsprong van de rassen.

## Biografie
Hans Weinert was de zoon van leraar middelbaar onderwijs Hermann Weinert en zijn vrouw Maria Steinkamp. Hij volgde het gymnasium in Braunschweig tot zijn afstuderen in 1905. Hij begon vervolgens te studeren in Leipzig en Göttingen, waar hij in 1909 promoveerde. Hij nam daarna het lerarenberoep op zich en slaagde in 1910 voor het leraarsexamen in de vakken natuurkunde, wiskunde, zoölogie en plantkunde. Hij begon les te geven in Leipzig, Eisleben en Potsdam. Daarna was hij dienstplichtig militair in de rang van officier-cadet in Torgau.
Na het begin van de Eerste Wereldoorlog in 1914 diende hij als luitenant en commandant van een luchtafweerbatterij, onder meer bij Verdun.
In 1917 hervatte hij zijn onderwijswerk. Later besloot hij echter de school te verlaten en een academische carrière te kiezen. Voor dit doel verhuisde hij naar Potsdam. Vanaf 1926 werkte hij aan de Universiteit van Berlijn als Privatdozent voor antropologie en aan het Kaiser Wilhelm-instituut voor antropologie, menselijke genetica en eugenetica (KWI) in Berlijn-Dahlem. Daar begon hij de fysiognomie van leerlingen te meten.
Hij onderzocht het door het Museum für Völkerkunde in Berlijn aangekocht skelet van de Jongeling van Le Moustier, een in 1908 door Otto Hauser opgegraven en door Hermann Klaatsch beschreven neanderthaler. Hij verbeterde de reconstructie van de schedel die Klaatsch had geprobeerd. Deze reconstructie kon echter niet de goedkeuring van de vinder Hauser wegdragen.
Vanaf begin 1928 zette hij op de KWI een schedelcollectie op. In 1932 werd hij op het KWI benoemd tot universitair hoofddocent.
In de jaren 1931 en 1932 deed hij bloedgroeponderzoek bij apen en experimenten met betrekking tot kruisingen tussen mens en aap, met name over de opgeworpen vraag of de chimpansee (kunstmatig) kon worden bevrucht met het sperma van een Afrikaan, bij voorkeur een pygmee.

## Activiteiten onder het Nazi-regime

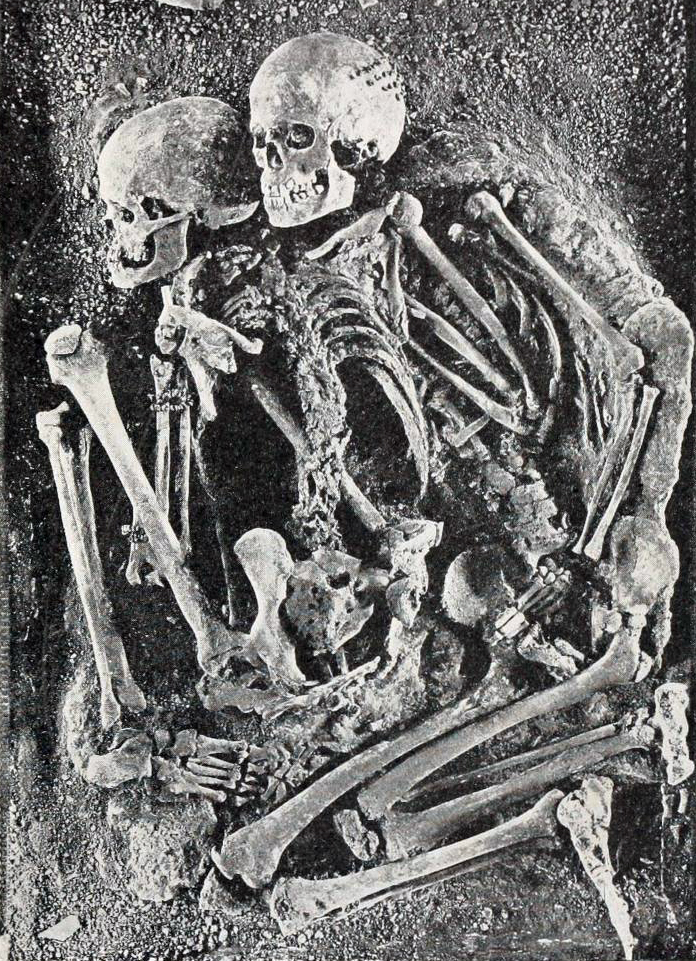
De "negroïden van Grimaldi": Weinert e.a. stelden dat deze vroege moderne mens van Afrikaanse afkomst was

### Wetenschappelijk werk
In 1934 werd Weinert lid van de Vereniging van nazi-leraren, maar pas sinds 1937 was hij lid van de NSDAP. Hij werd een van de redacteuren van het in 1935 opgerichte Zeitschrift für Rassenkunde und die gesamte Forschung am Menschen.
Hij bedacht in die tijd een primatenstamboom waarin hij afweek van oudere ideeën van antropologen, waarin voorgesteld werd dat de negers van de gorilla en het Mongoolse ras van de orang-oetan zouden afstammen.
Hij veranderde aan zijn eerdere opvattingen weinig, maar presenteerde ze aangepast aan de opvattingen van de Nazi-ideologie over "raszuiverheid" en eugenetica.
In de daaropvolgende jaren tot 1939 ondernam hij verschillende archeologische opgravingen in Italië en Frankrijk, die bedoeld waren om informatie te verwerven over de oorsprong van de 'primitieve mens' en de 'negers'. Toen hij echter in zijn publicaties in 1934 en 1935 de oorsprong van het Cro-Magnon-ras en het Neanderthaler-ras claimde, stuitte hij op Heinrich Himmler met zijn obsessie met raszuiverheid De Cro-Magnon-mens was in de nazi-ideologie geïdealiseerd als een voorouder van het blanke "Noordse ras". Weinert interpreteerde daarentegen de fysieke kenmerken van de Cro-Magnons van wat hij noemde het "Grimaldi-ras" uit het Aurignacien, waarvan een dubbelgraf gevonden was in de "Grotte des Enfants", een van de grotten van Balzi Rossi bij Ventimiglia aan de Golf van Genua, als "negroïde " en van Afrikaanse afkomst.

### Hulp aan Joden
Ondertussen zou Weinert honderden valse rapporten hebben opgesteld ten behoeve van niet-Jood-verklaringen voor Duitsers die slachtoffer dreigden te worden van de Jodenvervolging. Weinert was ervan overtuigd dat het Duitse volk een raciale mengeling was en dat de rassenwaan van de Nazi's wetenschappelijk waardeloos was. Zijn motieven voor het opstellen van die rapporten waarmee hij mensenlevens redde, zouden echter nauwelijks humanitair, maar meer financieel en ook seksueel gemotiveerd zijn geweest.
In 1942 had de advocaat Hans Calmeyer, die een post in de Duitse bezettingsadministratie in Nederland leidde, om twijfelachtige gevallen van "raszuivere" afkomst te beoordelen en in die positie doelbewust Joden hielp, Weinert benaderd om daar genetische tests uit te voeren. Weinert reisde vervolgens herhaaldelijk naar Amsterdam en maakte talloze rapporten. Latere getuigen en historici beschrijven Weinert in dit verband als "morfine-verslaafd" en "corrupt".
Het beoordelingswerk in Amsterdam bleek een lucratieve onderneming. Weinert berekende tussen 500 en 1.000 Reichsmark per expertise, vijf tot tien keer het gebruikelijke tarief in Duitsland.

## Na 1945
Na de oorlog kon Weinert zijn universitaire arbeid voortzetten aan het omgedoopt Instituut voor Menselijke Genetica en Eugenetica te Kiel, omdat hij bij de denazificatie verklaarde dat hij nooit een antisemiet was geweest. Hij hield onder andere vast aan de door hem gestelde superioriteit van het blanke ras. Pogingen voor de vestiging van een nieuw onderzoeksinstituut in Nederland of in Göttingen bleken vergeefs. Dus bleef hij tot 1955 in Kiel.
Beschuldigingen aan zijn adres over vermeend misbruik en ongewenste intimiteiten bij het onderzoeken van vrouwelijke proefpersonen bleven onbewezen.